# Vendin-lès-Béthune
Vendin-lès-Béthune  (flämisch: Wenden) ist eine französische Gemeinde mit 2384 Einwohnern (Stand: 1. Januar 2022) im Département Pas-de-Calais in der Region Hauts-de-France; sie gehört zum Arrondissement Béthune und zum Kanton Béthune (bis 2015: Kanton Béthune-Nord). Die Einwohner werden Vendinois(es) genannt.

## Geographie
Vendin-lès-Béthune liegt etwa drei Kilometer nordwestlich von Béthune. Umgeben wird Vendin-lès-Béthune von den Nachbargemeinden Gonnehem im Norden und Nordwesten, Hinges im Norden und Nordosten, Annezin im Süden und Osten, Chocques im Westen und Südwesten sowie Oblinghem im Westen und Nordwesten.
Am südlichen Rand der Gemeinde verläuft die frühere Route nationale 43 (heutige D943).

## Bevölkerungsentwicklung
| Jahr      | 1962 | 1968 | 1975 | 1982 | 1990 | 1999 | 2006 | 2012 |
| Einwohner | 2026 | 2040 | 2533 | 2302 | 2450 | 2526 | 2430 | 2401 |

## Sehenswürdigkeiten
- Kirche Saint-Vaast aus dem 19. Jahrhundert
- Kriegsmahnmal

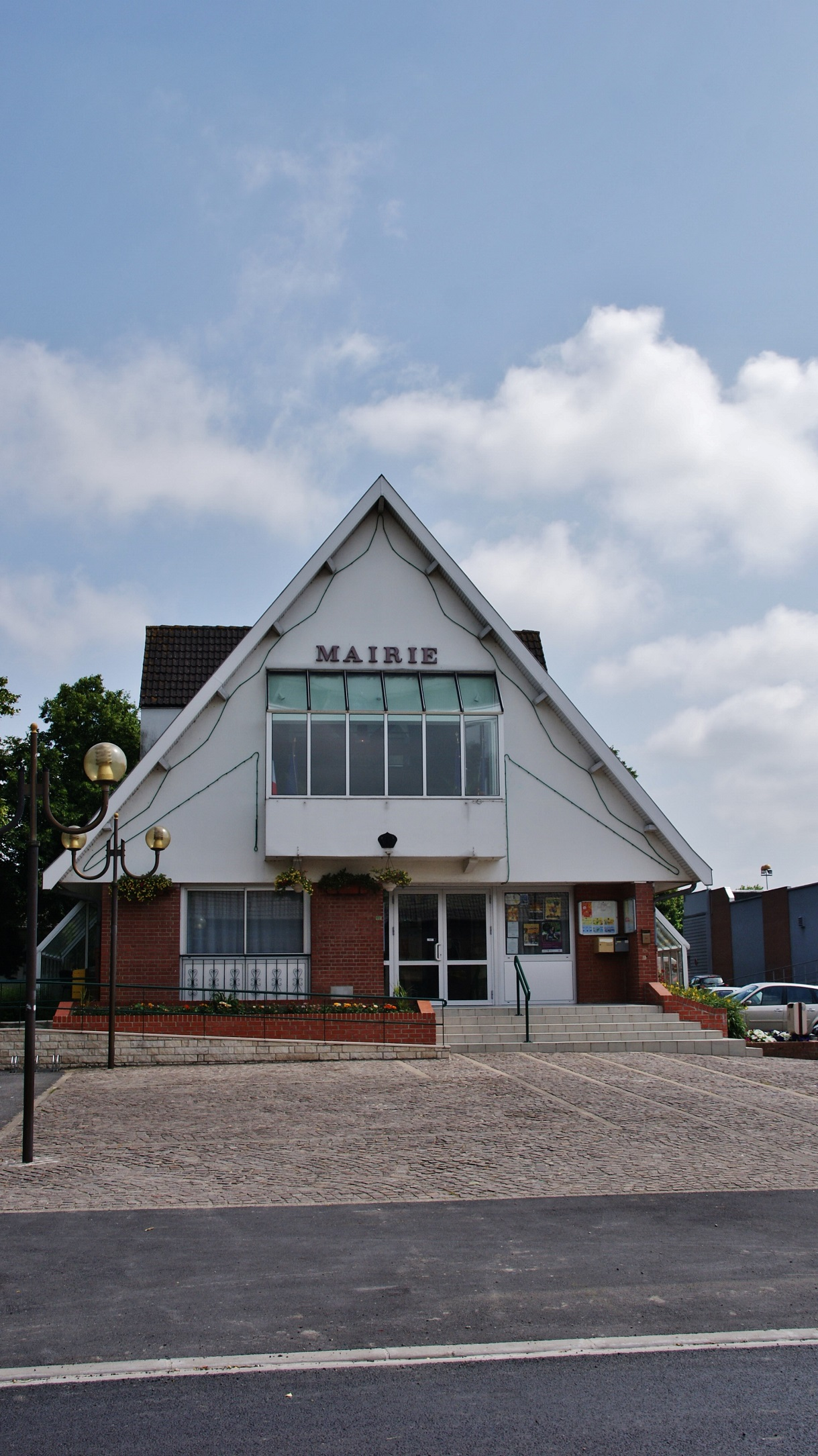
Rathaus
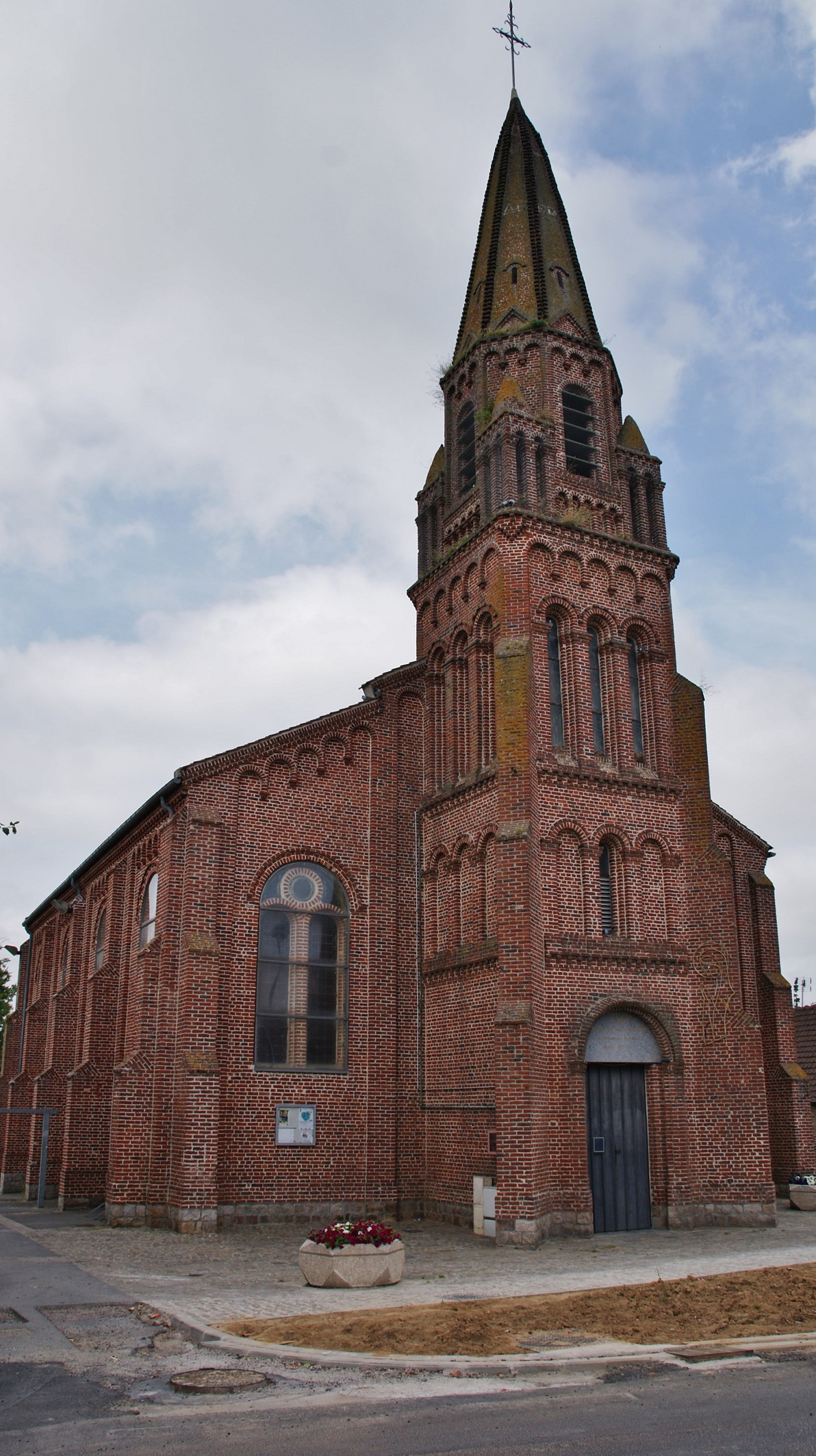
Kirche Saint-Vaast